# Marcel Perrin (homme politique)
 (avril 2013).
Si vous disposez d'ouvrages ou d'articles de référence ou si vous connaissez des sites web de qualité traitant du thème abordé ici, merci de compléter l'article en donnant les références utiles à sa vérifiabilité et en les liant à la section « Notes et références ».
Pour les articles homonymes, voir Marcel Perrin.
Marcel Perrin, né à Paris (Seine) le 22 septembre 1915 et décédé à Avignon (Vaucluse) le 4 septembre 2004, est un homme politique français.

## Biographie
Marcel Perrin est diplômé de l'École supérieure de commerce et d'industrie, ainsi que de la Chambre de commerce de Paris. 
Son engagement politique commence dans sa jeunesse, en 1932, quand il rejoint les Jeunesses radicales-socialistes de France. Entré au bureau national en 1935, il en est, l'année suivante, le vice-président. 
Lors de la mobilisation pour la Seconde Guerre mondiale, à Nancy, il est affecté à l'Inspection générale des transmissions. À la suite de la démobilisation, en 1940, il refuse tous les postes que lui propose le régime de Vichy et préfère diriger une entreprise de travaux publics. Dans le cadre de ces fonctions, il s’opposera efficacement au départ de plusieurs de ses salariés appelés au titre du STO. 
En janvier 1941, il est l'un des membres fondateurs du Comité de salut public, une petite organisation clandestine de la résistance, qu'il dirige au moment de la libération.
C'est à ce titre d'ailleurs qu'il est membre de l'assemblée consultative provisoire. 
Candidat malheureux, sous l'étiquette radicale, à l'élection de la première assemblée constituante, où il se présente dans le département de la Seine, il renonce à une nouvelle candidature l'année suivante et rejoint le Vaucluse, où il épaule le chef du file du parti, Édouard Daladier, en difficulté.
Secrétaire du bureau national du parti radical en 1946, puis vice-président en 1947, il profite de l'apparentement de la liste radicale menée par Daladier avec celle du MRP dans le Vaucluse pour décrocher en 1951 un siège de député. À l'Assemblée, il se montre cependant très peu actif dans son travail parlementaire.
En 1956, l'apparentement de la liste radicale avec celle de la SFIO ne permet pas à Perrin, toujours second derrière Daladier, d'être réélu. 
Par la suite, il suivra l'aile gauche du parti radical qui s'engage dans le programme commun et fonde le Mouvement des radicaux de gauche. Sur le plan électoral, il se contente du mandat de maire adjoint d'Avignon, conquis en 1977.
Marcel Perrin est aussi une personnalité de la Ligue des droits de l'homme. Il siège longtemps à son comité central et en est vice-président.